# Theo Janssen
Theo Janssen (ur. 27 lipca 1981 w Arnhem) – holenderski piłkarz grający na pozycji ofensywnego pomocnika.

## Kariera klubowa
Janssen jest wychowankiem klubu SBV Vitesse, do którego trafił jeszcze jako trampkarz. W 1998 roku został przesunięty do pierwszego zespołu i w tym samym sezonie zadebiutował w Eredivisie, 9 grudnia w wygranym 2:0 wyjazdowym meczu z NAC Breda. W sezonie rozegrał łącznie 5 meczów. W pierwszych sezonach był jedynie rezerwowym i właśnie w takiej roli najczęściej pojawiał się na boiskach Eredivisie i Pucharu UEFA, w którym uczestniczył zespół Vitesse. Dopiero w sezonie 2000/2001 rozegrał w Vitesse 30 meczów, ale w kolejnym znów był rezerwowym. Od sezonu 2002/2003 zespół z Arnhem zaczął przeżywać kłopoty finansowe i od tego czasu walczył głównie o uniknięcie degradacji. Wtedy też Janssen wskoczył do pierwszego składu i spisał się w lidze całkiem udanie, co w sezonie 2003/2004 zaowocowało wypożyczeniem do jednego z czołowych klubów Belgii, Racingu Genk. W Racingu spędził jednak tylko pół roku i powrócił do Vitesse. W sezonie 2004/2005 został przesunięty do ofensywy i od tego czasu zaczął strzelać coraz więcej goli. W tamtym sezonie zdobył ich 8, a w 2005/2006 – 7. Na początku sezonu 2008/2009 przeniósł się do FC Twente. Od 2011 roku gra w klubie AFC Ajax. W 2012 roku przeszedł do SBV Vitesse a w 2014 roku ogłosił zakończenie kariery.
| Sezon   | Klub        | Kraj     | Rozgrywki     | Mecze | Bramki |
| ------- | ----------- | -------- | ------------- | ----- | ------ |
| 1998/99 | SBV Vitesse | Holandia | Eredivisie    | 5     | 0      |
| 1999/00 | SBV Vitesse | Holandia | Eredivisie    | 17    | 0      |
| 2000/01 | SBV Vitesse | Holandia | Eredivisie    | 30    | 1      |
| 2001/02 | SBV Vitesse | Holandia | Eredivisie    | 10    | 1      |
| 2002/03 | SBV Vitesse | Holandia | Eredivisie    | 28    | 0      |
| 2003/04 | Racing Genk | Belgia   | Eerste Klasse | 15    | 2      |
| 2003/04 | SBV Vitesse | Holandia | Eredivisie    | 16    | 1      |
| 2004/05 | SBV Vitesse | Holandia | Eredivisie    | 29    | 8      |
| 2005/06 | SBV Vitesse | Holandia | Eredivisie    | 30    | 7      |
| 2006/07 | SBV Vitesse | Holandia | Eredivisie    | 22    | 1      |
| 2007/08 | SBV Vitesse | Holandia | Eredivisie    | 19    | 2      |
| 2008/09 | FC Twente   | Holandia | Eredivisie    | 28    | 4      |
| 2009/10 | FC Twente   | Holandia | Eredivisie    | 28    | 1      |
| 2010/11 | FC Twente   | Holandia | Eredivisie    | 30    | 13     |
| 2011/12 | AFC Ajax    | Holandia | Eredivisie    | 29    | 8      |
| 2012/13 | AFC Ajax    | Holandia | Eredivisie    | 2     | 1      |
| 2012/13 | SBV Vitesse | Holandia | Eredivisie    | 26    | 1      |
| 2013/14 | SBV Vitesse | Holandia | Eredivisie    | 10    | 1      |

## Kariera reprezentacyjna
Dobra gra w Vitesse spowodowała, że selekcjoner reprezentacji Holandii Marco van Basten powołał Janssena do kadry. Theo zadebiutował w niej 16 sierpnia 2006 w wygranym 4:0 meczu z Irlandią, w 83. minucie zmieniając Stijna Schaarsa. 2 września wystąpił w meczu eliminacyjnym do Euro 2008, wygranym 1:0 z Luksemburgiem.